# Gyuricza Csaba
Gyuricza Csaba (Gyoma, 1973. június 5. –) magyar agrármérnök, talajtani szakmérnök, egyetemi tanár, az MTA doktora. Jelenleg a Magyar Agrár- és Élettudományi Egyetem rektora.

## Életpályája
Középiskolai tanulmányait Szentesen a Bartha János Kertészeti Szakközépiskolában végezte, majd a Gödöllői Agrártudományi Egyetem Mezőgazdaság-tudományi Karának hallgatója volt 1991-1996 között. 1996-ban egyszerre nyert felvételt a Gödöllői Agrártudományi Egyetem és a Bécsi Agrártudományi Egyetem nappali doktori képzésére - a két egyetem képzését párhuzamosan végezte el. A doktori fokozat megszerzése után kivételes tempóban járta végig az egyetemi ranglétrát, tanszéki mérnök, egyetemi tanársegéd, egyetemi adjunktus, majd 2004-től egyetemi docens és az Európai Unió Közös Kutatóközpont - Környezetvédelmi Intézet nemzeti szakértője lett. Még ugyanebben az évben a SZIE egyetemi docense címet is megkapta, majd 2005-től a Szent István Egyetem Növénytermesztési Tangazdaságának igazgatója lett. 2004-től 2008-ig a SZIE Mezőgazdaság- és Környezettudományi Kar nemzetközi dékánhelyettese, 2012-ben gazdasági dékánhelyettese, majd 2012 és 2015 között dékáni pozíciót töltött be. 2015-ben a Kaposvári Egyetem és a Szent István Egyetem professzora – ezzel Magyarország legfiatalabb agrárprofesszora. 2015-ben a Mezőgazdasági és Vidékfejlesztési Hivatal elnökévé nevezték ki. Irányítása alatt, a korábban jelentős presztízsveszteségeket elszenvedő hivatal, minden fennállása óta létező rekordot megdöntve, mintegy 800 milliárd forint pályázati pénzt és támogatást fizetett ki, ezzel rekord sikeres évet zárt. 2017-től a Nemzeti Agrárkutatási és Innovációs Központ mb. főigazgatója, 2018-tól kinevezett főigazgatója. 2020. augusztus 1-2021. január 31. között a Szent István Egyetem mb. rektora volt, 2021. február 1-től a Magyar Agrár- és Élettudományi Egyetem rektora.

## Családja
Nős, felesége dr. Ujj Apolka egyetemi adjunktus. Három leánygyermek édesapja.

## Oktatási tevékenysége
Rendszeres oktatói munkáját 1996-ban kezdte, jelenleg a BSc és MSc képzés kötelező tárgyak oktatása mellett a Növénytudományi Doktori Iskolában témavezetőként, illetve oktatóként is részt vesz. Tagja a Debreceni Egyetem Kerpely Kálmán Doktori Iskolának. Számos diákja ért el helyezéseket az Országos Tudományos Diákköri Konferenciákon, egyiküket Pro Scientia Aranyéremmel jutalmazták. A magyar nyelvű oktatás mellett 2010-től bekapcsolódott az angol nyelvű Agrármérnök BSc és MSc képzésbe is.

## Kutatási területei
Fő kutatási területe a talajművelési rendszerek talaj fizikai és biológiai állapotára gyakorolt hatásának vizsgálata szántóföldi és kisparcellás kísérletekben, a zöldtrágyázás és a tápanyag-visszatartó növények technológiájának kidolgozása változó klímafeltételek mellett. 2003 óta kutatja a kedvezőtlen adottságú termőhelyek energianövényekkel való telepítésének lehetőségeit - munkatársaival a gyakorlatban alkalmazható technológiákat dolgoztak ki a fásszárú energianövények termesztésére vonatkozóan.
Kutatási munkája során számos európai és amerikai intézetben volt ösztöndíjas. Több hónapot töltött Németországban, Svédországban, Ausztriában, az USA-ban. 2004-ben Olaszországban az Európai Unió Közös Kutatóközpontjában dolgozott nemzeti szakértőként. Eddig mintegy 20 kutatási pályázatban vett részt, többségében témavezetőként. Tagja a Magyar Talajművelők Társaságának, 2001 óta a titkári feladatokat is ellátja. Társelnöke az EISZ Mezőgazdasági Szakbizottságának. A Hungarian Agricultural Research tudományos folyóirat főszerkesztője, ezen kívül további négy hazai és külföldi folyóirat szerkesztőbizottsági tagja. Rendszeresen részt vesz szakterülete hazai és nemzetközi rendezvényein. Tudományos közleményeinek száma 148. Kilenc magyar és angol nyelvű könyv társszerzője.

## Végzettségei
- 1996 – Okleveles környezetgazdálkodási agrármérnök diploma, Gödöllői Agrártudományi Egyetem Környezet- és Tájgazdálkodási Intézet.
- 2000 – Okleveles talajtani szakmérnök diploma, Szent István Egyetem Mezőgazdaság- és Környezettudományi Kar. Minősítése: kitűnő
- 2000 – Mezőgazdaságtudományi Doktori (Ph.D) fokozat, Szent István Egyetem Tudományos Továbbképző Intézet. Minősítése: summa cum laude
- 2008 – Habilitált doktor fokozat, Debreceni Egyetem, Agrár- és Műszaki Tudományok Centrum. Minősítése: kiváló
- 2015 – MTA doktora, Magyar Tudományos Akadémia

## Egyéb tanulmányai, ösztöndíjai
- 1993 – TEMPUS ösztöndíjjal egy szemesztert a stuttgarti Hohenheim Egyetemen (Universität Hohenheim) Talajvédő talajművelés tanulmányozása.
- 1994, 1996-1998 – Különböző ösztöndíjakkal doktori tanulmányok a bécsi Egyetemen. (Universität für Bodenkultur, Wien) Környezetkímélő gazdálkodási módszerek tanulmányozása.
- 1999 – Purdue University, West Lafayette USA
- 2000 – Swedish University of Agr. Sci. Uppsala, Svédország
- 2001 – Zentrum für Agrarlandschaft, Müncheberg, Németország

## Kormányzati megbízatásai
- 2010-2011 – tájrehabilitációs szakmai konzorcium vezetése az ajkai vörösiszap-katasztrófa után
- 2011 – belügyminiszteri tanácsadó (közfoglalkoztatás mezőgazdasági programjai)

## Kitüntetései
- Pro Scientia Aranyérem (1995)
- “Év doktorandusza” Kitüntetés (1998)
- Darányi Ignác-Díj (1999)
- Tudományért Emlékplakett (2001)
- Bolyai János-Ösztöndíj (2001)
- Delta Egyetem (Egyiptom) Aranyérem (2005)
- Pro Scientia Aranyérmes diák témavezetője (2005)
- Tankönyv Nívódíj (2007)
- Tankönyv Nívódíj (2008)
- Vezekényi Ernő-Díj (2015)
- C. egyetemi tanár Debreceni Egyetem (2015)
- Agrárgazdaságért Díj (2015)
- Állatorvostudományi Egyetem díszpolgára (2017)
- Gyomaendrőd díszpolgára (2017)
- A Magyar Érdemrend parancsnoki keresztje (2025)

## Legfontosabb 10 publikáció listája
- Gyuricza Cs., Birkás M. 2000. A szélsőséges csapadékellátottság hatása egyes növény-termesztési tényezőkre barna erdőtalajon kukoricánál. NÖVÉNYTERMELÉS. 49.6: 691-706.
- Gyuricza Cs. (szerk.) 2001. A szántóföldi talajhasználat alapjai. Egyetemi tankönyv. AKAPRINT Budapest, 199 p.
- Jozefaciuk G, Muranyi A, Szatanik-Kloc A, Farkas C, Gyuricza Cs. 2001. Changes of surface, fine pore and variable charge properties of a brown forest soil under various tillage practices. SOIL & TILLAGE RESEARCH 59:(3-4) pp. 127–135.
- Birkas M, Jolankai M, Gyuricza Cs, Percze A. 2004. Tillage effects on compaction, earthworms and other soil quality indicators in Hungary. SOIL & TILLAGE RESEARCH 78:(2) pp. 185–196.
- Gyuricza Cs. 2006. Vetésforgó – vetésváltás. In: Földművelés és földhasználat (szerk. Birkás M.) Mezőgazda Kiadó, Budapest, 316-356.
- Gyuricza Cs., Hegyesi J., Kohlheb N. 2011. Rövid vágásfordulójú fűz (Salix sp.) energiaültetvény termesztésének tapasztalatai és életciklus-elemzésének eredményei. NÖVÉNYTERMELÉS, 60.2: 45-66.
- Gyuricza Cs., Junek N., Nagy L., Kovács G., Ujj A., Mikó P. 2012. Talajállapot vizsgálatok energetikai faültetvényben. NÖVÉNYTERMELÉS, 61.2: 65-83.
- Gyuricza Cs, Balla I, Tarnawa Á, Nyárai H F, Kassai K, Zsentpétery Zs, Jolánkai M. 2012. Impact of precipitation on yield quantity and quality of wheat and maize crops. IDŐJÁRÁS / QUARTERLY JOURNAL OF THE HUNGARIAN METEOROLOGICAL SERVICE 116:(3) pp. 211–220.
- Mikó P, Kovács G P, Balla I, Vasa L, Gyuricza Cs. 2012. Investigation of the Biomass and Nutrient Content of Green Manuring Plants as Second Crops in Hungary. NOTULAE BOTANICAE HORTI AGROBOTANICI CLUJ-NAPOCA 40:(1) pp. 47–52.
- Mikó P, Kovács G P, Alexa L, Balla I, Póti P, Gyuricza Cs. 2014. Biomass production of energy willow under unfavourable field conditions. APPLIED ECOLOGY AND ENVIRONMENTAL RESEARCH 12:(1) pp. 1–12.